# Kiginskij rajon
Il Kiginskij rajon (in russo Кигинский район?) è un municipal'nyj rajon della Repubblica della Baschiria, nella Russia europea.